# Anodyne
Anodyne (en español: anodino) es el cuarto y último álbum de estudio de la banda de country alternativo Uncle Tupelo, lanzado el 5 de octubre de 1993. La grabación del álbum estuvo precedida por la partida del baterista original, Mike Heidorn, y la adición de tres nuevos integrantes a la banda: el bajista John Stirratt, el baterista Ken Coomer y el multinstrumentista Max Johnston. La banda firmó con Sire Records poco tiempo antes de grabar el disco; Anodyne fue el único lanzamiento de Uncle Tupelo bajo un sello importante antes de 89/93: An Anthology en 2002.
Grabado en Austin, Texas, Anodyne presenta una división en los créditos de composición entre los cantantes Jay Farrar y Jeff Tweedy, más una versión de la canción de Doug Sahm «Give Back the Key to My Heart», donde Sahm canta. La temática de las letras recibió influencias de la música country e hizo más hincapié que las publicaciones anteriores del grupo en las relaciones interpersonales. Tras dos giras promocionales para el disco, las tensiones entre Farrar y Tweedy culminaron en la disolución de Uncle Tupelo. Bien recibido tras su lanzamiento inicial, Anodyne fue remasterizado y relanzado en 2003 a través de Rhino Entertainment con cinco pistas adicionales.

## Contexto

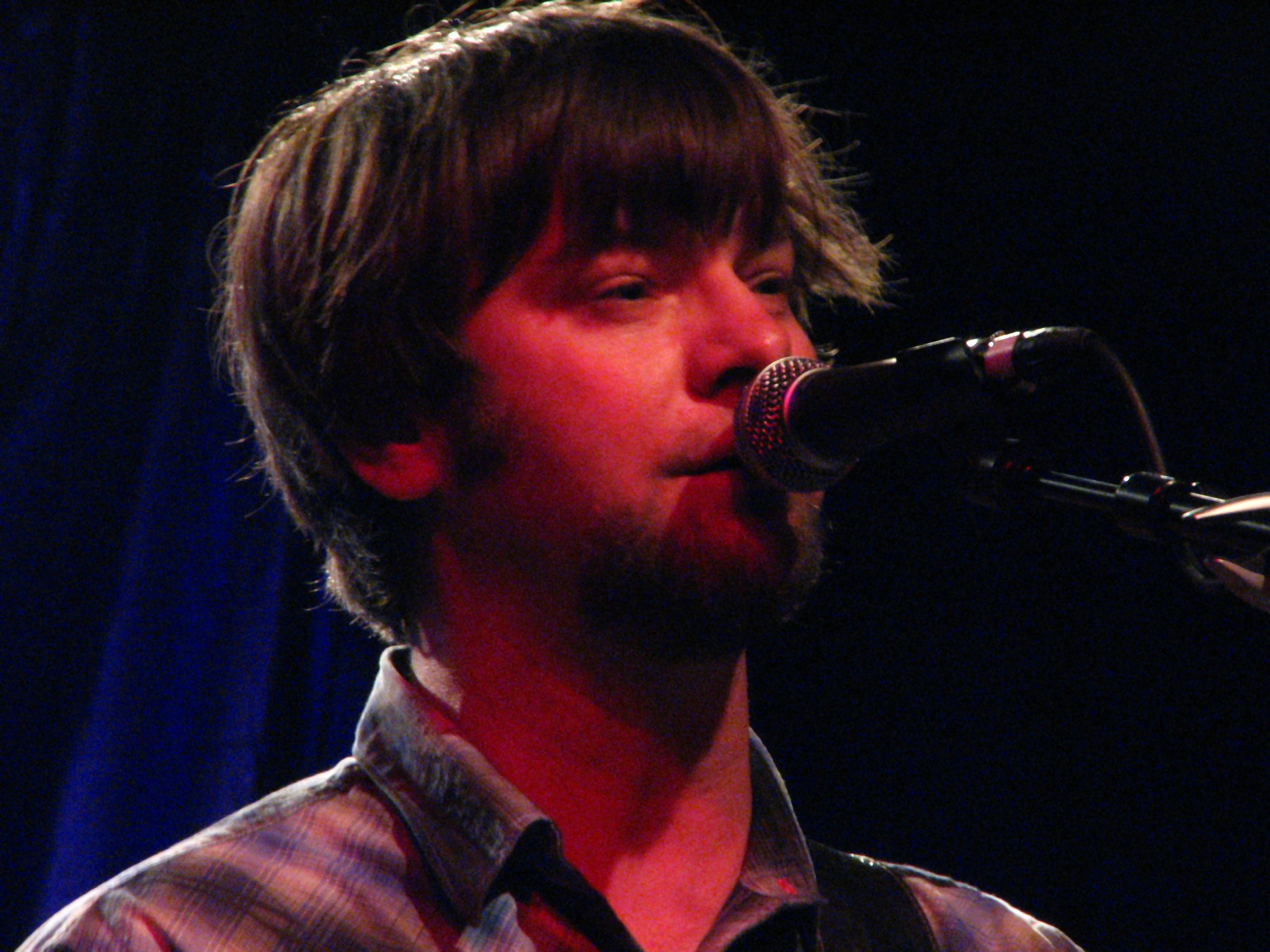
El cantante y guitarrista Jay Farrar comenzó a tener peleas con Tweedy durante la grabación de Anodyne.

El tercer álbum de Uncle Tupelo, March 16–20, 1992 se lanzó a través de Rockville Records el 3 de agosto de 1992. Con este disco, la banda esquivó la popularidad del rock alternativo tocando folclore acústico y temas de música country «a modo de un gran "¡vete a la mierda!" a la escena del rock». El baterista Mike Heidorn tiene un papel reducido en el álbum; debido a que es un disco acústico, Heidorn solo añadió una mínima percusión en unas pocas canciones. El músico quiso abandonar la banda para pasar más tiempo con su familia —su novia era madre de dos hijos. Poco después de que el mánager del grupo, Tony Margherita, anunció que muchas discográficas estaban interesadas en la banda, el baterista decidió dejar el grupo de forma permanente.
Rockville Records se negó a pagar al grupo por sus derechos de autor, pese a que sus primeros dos álbumes, No Depression y Still Feel Gone habían vendido en total unas cuarenta mil copias. Por consiguiente, Margherita intentó conseguir un nuevo contrato para la banda. Por recomendación del cantante Gary Louis de The Jayhawks, el cazatalentos Joe McEwen consiguió a la banda un contrato con Sire Records. McEwen quedó impresionado por cómo la banda quería ir en contra de las tendencias y los llamó «una alternativa a lo alternativo». Uncle Tupelo firmó un contrato de siete álbumes con Sire en 1992. El contrato garantizaba al menos dos álbumes, con un presupuesto de 150 000 dólares para el primero.
Antes de lanzar su primer disco con Sire, Uncle Tupelo buscó un baterista. Los dos miembros restantes del grupo entrevistaron a 24 candidatos. Farrar y Tweedy quedaron impresionados con Ken Coomer, el antes baterista de Clockhammer, pero decidieron dar el puesto a Bill Belzer. Belzer realizó una gira con la banda como teloneros de Sugar por Europa con la intención de promocionar March 16–20, 1992, pero seis meses más tarde se lo despidió en favor de Coomer. Coomer no fue el único nuevo integrante que se añadió tras la gira —Uncle Tupelo buscaba expandirse más allá de un trío para las sesiones de grabación de Anodyne. Reclutaron al multinstrumentista Max Johnston y el bajista John Stirratt, cuya presencia posibilitó a Tweedy volverse un guitarrista a tiempo completo en las canciones que escribía.

## Grabación y descripción

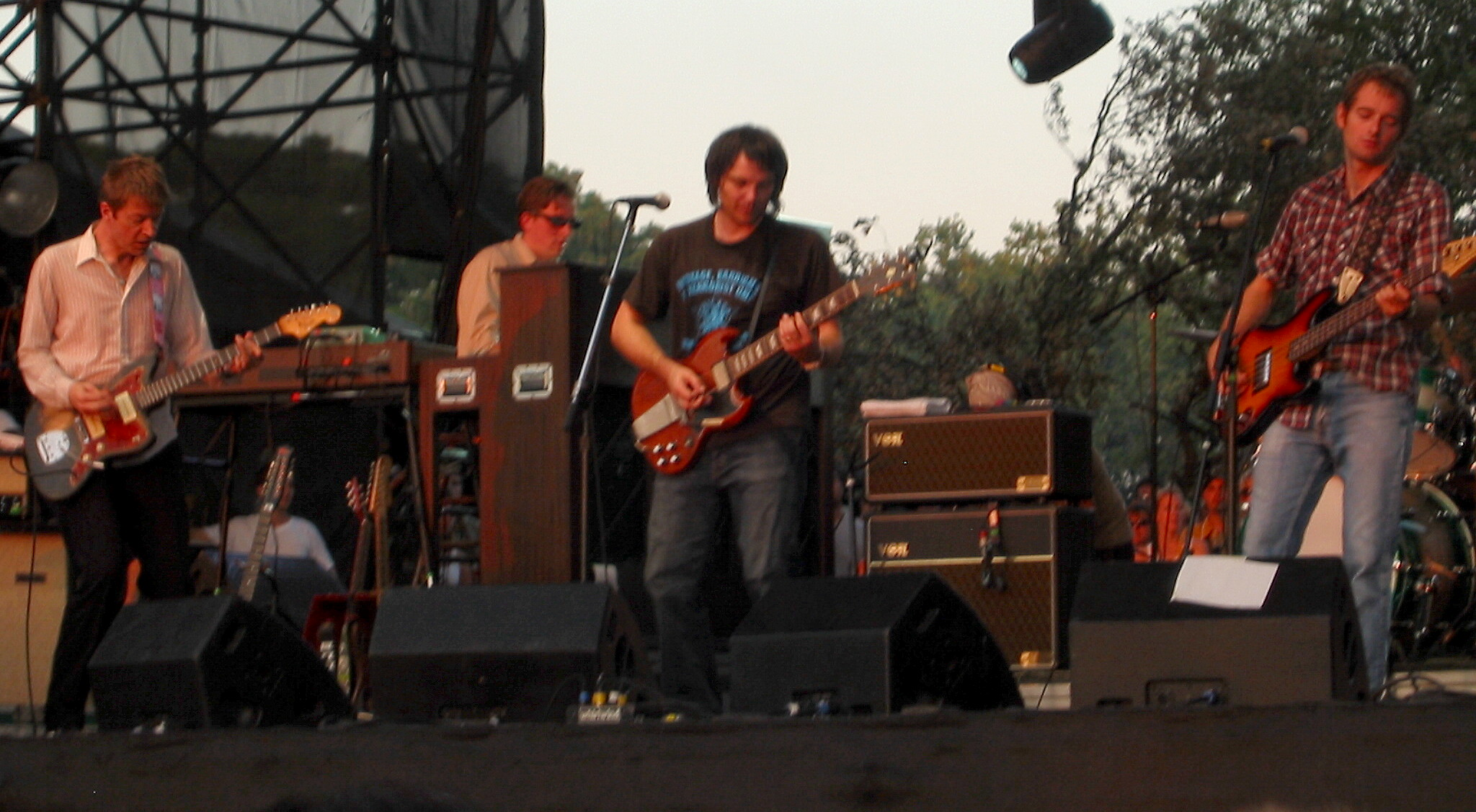
Tras la disolución de Uncle Tupelo, Tweedy y Farrar, junto con otros miembros del primer grupo que se unieron a ellos en las sesiones de Anodyne, formaron Wilco.

Anodyne se grabó entre mayo y junio de 1993 en el Cedar Creek Studio en Austin, Texas. El estudio agradaba a los integrantes de la banda porque «simplemente parecía realmente hogareño, pequeño y barato». El álbum fue producido y mezclado por el ingeniero de sonido Brian Paulson. La presencia de los nuevos integrantes inspiró a Tweedy a pasar más tiempo con los miembros de la banda. Una vez que terminara de componer una canción, la tocaría para Stirratt, Coomer y Johnston para escuchar su opinión. Farrar interpretó esto como un signo de la creciente arrogancia de su compañero. En las presentaciones en directo, las tensiones entre Farrar y Tweedy se incrementaron y se llegó a altercaciones verbales.
El álbum se grabó en directo en el estudio y cada canción se grabó en una sola toma. Como resultado, las sesiones se finalizaron en dos semanas. Anodyne es el único álbum de Uncle Tupelo que carece completamente de sobregrabación. Sire quedó encantado con el disco; según McEwen, «todos [en la discográfica] lo consideraban un paso adelante con respecto a lo que habían hecho antes». Farrar compuso seis de los temas del disco y Tweedy, cinco. Durante la gira, Uncle Tupelo se encontró con el cantante de Texas Tornados Dough Sahm en el Hotel Phoenix de Boston, Massachusetts. Farrar lo invitó a unirse a ellos en el estudio para realizar una versión de su canción «Give Back the Key to My Heart».
El contenido lírico de Anodyne recibió influencias de la música country de las décadas de 1950 y 1960, particularmente de Ernest Tubb, Buck Owens y Lefty Frizzell. Tweedy aportó muchas canciones con referencias a la industria musical. Un ejemplo de esto es «Acuff-Rose», sobre los publicadores de Acuff-Rose Music. También compuso «We've Been Had», que criticaba a bandas como Nirvana y The Clash, que solo eran «el mundo del espectáculo». Tweedy fue también el autor de «New Madrid», sobre la predicción errónea de un terremoto apocalíptico en Nueva Madrid de Iben Browning. Farrar no quiso comentar las letras que escribió, afirmando que sus canciones cambiaban frecuentemente de significado. Como en otros álbumes de la banda, Farrar y Tweedy escribieron sus propias letras y las mostraron al otro una semana antes de comenzar las sesiones. En comparación con el resto del catálogo de Uncle Tupelo, Coomer describió la música del álbum como «el crujido inicial de la banda con la sublimidad acústica de March 16–20, 1992».

## Promoción y recepción
Anodyne fue la única publicación de Uncle Tupelo en figurar en la lista estadounidense de Billboard Heatseekers. Pese a la falta de un sencillo para promover el álbum, las ventas superaron las 150 000 copias. Se hizo una gira promocional para el álbum hacia mediados de ese año y se incluyó un espectáculo que agotó las entradas en Tramps en la Ciudad de Nueva York. Muchos conciertos de la gira vendieron aproximadamente mil entradas. El éxito de la gira animó a la discográfica; según el ejecutivo de Sire Bill Bentley, «la gente aquí pensaba que íbamos a sacar discos de platino con Uncle Tupelo».
Pese a las aspiraciones de la discográfica, Jay Farrar anunció su decisión de dejar la banda en enero de 1994. Farrar mantuvo sus motivos en secreto hasta el otoño de 1995, donde afirmó en una entrevista que «se llegó a un punto donde Jeff y yo no éramos compatibles». Como signo de lealtad al mánager Tony Margherita, quien había contraído una deuda de tres mil dólares en nombre de la banda, Farrar se mostró de acuerdo en realizar otra gira promocional. Las altercaciones físicas entre Tweedy y Farrar comenzaron cuando la gira llevaba dos semanas y continuaron. Muchas se debieron a que este último se negaba a tocar en las canciones del primero. Pese a las reservas de Farrar, Uncle Tupelo tocó el tema de Tweedy «The Long Cut» en el programa Late Night with Conan O'Brien, la única aparición televisiva en directo de la banda. El grupo realizó su concierto final el 1 de mayo de 1994 en Mississippi Nights en St. Louis, Misuri. Los miembros restantes de las sesiones de Anodyne formaron Wilco unas pocas semanas después.
La banda remasterizó y relanzó el disco el 11 de marzo de 2003 a través de Rhino Records. La nueva versión incluye dos canciones no lanzadas anteriormente: «Stay True», de Farrar y «Wherever», de Tweedy. Además, presenta una versión del tema de Waylon Jennings «Are You Sure Hank Done It This Way?» en la que canta Joe Ely, una canción anteriormente lanzada en el álbum compilatorio de 1993 Trademark of Quality. En esta edición también figuran versiones en directo de «Truck Drivin' Man» y «Suzy Q».
Anodyne fue bien recibido por la crítica estadounidense e internacional. El crítico musical del portal Allmusic comentó: «Uncle Tupelo nunca encontró un balance más preciso entre el rock y el country que en Anodyne». Mark Kemp afirmó en Rolling Stone que la banda «[posee] un sentido intuitivo de la simplicidad y la dinámica de una canción de country». La revista musical alemana Spex comparó el disco con la música de Neil Young y con el álbum debut de Little Feat. Hacia fin de año, Anodyne se ubicó en el puesto 28 en la encuesta de críticos Pazz & Jop de Village Voice y en el número 19 de la encuesta de la publicación germana. Nathan Brackett alabó la contribución de Max Johnston en el libro de 2004 The New Rolling Stone Album Guide y llamó al disco «el mejor esfuerzo de Tupelo». El periódico noruego Dagbladet incluyó a Anodyne en su lista de «los mejores álbumes del siglo».
Aunque la mayoría de las reseñas del álbum fueron positivas, algunos críticos no se mostraron a favor del mismo. La revista Q comentó que la banda necesita «despojarse de la obsesión de Neil Young». Tom Moon comentó que las pistas adicionales del relanzamiento de 2003 eran «agradables pero carentes de importancia».

## Lista de canciones
1. «Slate» (Farrar) – 3:24
2. «Acuff-Rose» (Tweedy) – 2:35
3. «The Long Cut» (Tweedy) – 3:20
4. «Give Back the Key to My Heart» (Sahm) – 3:26
5. «Chickamauga» (Farrar) – 3:42
6. «New Madrid» (Tweedy) – 3:31
7. «Anodyne» (Farrar) – 4:50
8. «We've Been Had» (Tweedy) – 3:26
9. «Fifteen Keys» (Farrar) – 3:25
10. «High Water» (Farrar) – 4:14
11. «No Sense in Lovin'» (Tweedy) – 3:46
12. «Steal the Crumbs» (Farrar) – 3:38

### Pistas adicionales del relanzamiento de 2003
1. «Stay True» (Farrar) – 3:29
2. «Wherever» (Tweedy) – 3:38
3. «Are You Sure Hank Done It This Way?» (Jennings) – 3:01
4. «Truck Drivin' Man (Live)» (Fell) – 2:13
5. «Suzy Q (Live)» (Hawkins/Lewis/Broadwater) – 7:13

## Créditos
Uncle Tupelo
- Ken Coomer – batería
- Jay Farrar – voz y guitarras, mandolina en «Acuff-Rose»
- Max Johnston – fiddle y ukelele; banjo en «New Madrid», dobro en «Fifteen Keys»
- John Stirratt – guitarra, bajo eléctrico
- Jeff Tweedy – voz, bajo eléctrico, guitarra

Músicos adicionales
- Joe Ely – voz en «Are You Sure Hank Done It This Way?»
- Brian Henneman – voz en «Truck Drivin' Man»
- Lloyd Maines – ukelele
- Doug Sahm – voz y guitarra en «Give Back the Key to My Heart»

Personal técnico
- Dave C. Birke – diseño gráfico, dirección de arte
- Dan Corrigan – fotografía
- Scott Hull – masterización
- Brian Paulson – producción, ingeniero de sonido, mezcla